# Антоній II Кавлея
Антоній II Кавлея (д/н — 12 лютого 901, Константинополь) — патріарх Константинопольський в 893—901 роках.

## Життєпис
Походження невідоме. Народився у передмісті Константинополя. У віці 12 років, коли ще була жива його мати, стає ченцем монастиря на Олімпі Віфінському. Не мав систематичної освіти, але був суворим аскетом і своєю доброчесною поведінкою надавав позитивний вплив на паству.
Потім був висвячений на ієромонаха і обраний ігуменом одного з монастирів Константинополя. Деякий час по тому він привернув увагу Стіліан Заутци — сановника імператора Лева VI і був наближений ним до двору. Антоній підтримував імператора під час його боротьби з патріархом Фотієм I. Після усунення з патріаршої посади сприяв заспокоєнню церкви, примирюючи фотіан з ігнаціанами.
Після смерті константинопольського патріарха Стефана I у 893 році обирається новим патріархом. У своїй діяльності багато уваги приділяв благодійності та допомозі нужденним. Антоній II не схвалював другий шлюб Лева II з Зоєю, донькою Стіліана Зауци. Тому позбавив сану священика, що здійснив шлюбну церемонію.
899 року відбулося остаточне примирення між прихильниками колишніх патріархів Ігнатія і Фотія. Того ж року надав імператорові дозвіл на третій шлюб — з Євдокією Баїною. Втім загалом не схвально ставився до цього.
Під час свого служіння відновив константинопольський монастир Кавлея, який з 1192 року відомий під назвою «кир Антонія». Помер у 901 році. Поховано в монастирі Кавлея. Життєписи патріарха описують багато див, що сталися біля його гробниці. Після смерті він був канонізований і шанується як католицькою, так і православною церквою. День його пам'яті відзначається 12 лютого.